# Bragança Paulista
Bragança Paulista este un oraș în São Paulo (SP), Brazilia.